# مولانا شوکت علی

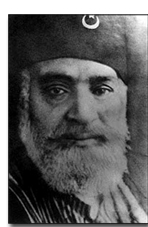
مولانا شوکت علی

مولانا شوکت علی ملی گرای مسلمان اهل هند و رهبر جنبش خلافت در هند بود. او برادر مولانا محمد علی بود.
وی در سال ۱۸۷۳ در رامپور متولد شد. وی در دانشگاه اسلامی علیگر تحصیل کرد. وی علاقه‌ی بسیاری به کریکت داشت و کاپیتان تیم دانشگاه بود. ماهاتما گاندی او را وارد سیاست کرد.
وی از نزدیکان و متحدان محمدعلی جناح بود. وی تمام کشورهای خاورمیانه را برای ایجاد جایگاهی مناسب برای مسلمانان هند و تلاش برای استقلال این کشور پیمود.
شوکت علی در ۴ ژانویه ۱۹۳۹ درگذشت.

## جنبش خلافت
شوکت علی به برادرش محمد علی کمک کرد تا هفته‌نامه همدرد به زبان اردو و هفته‌نامه انگلیسی Comrade را منتشر کند. در ۱۹۱۹ در حالی که به گفته انگلیسی‌ها به دلیل برنامه‌ریزی اعتراضات مردمی و فتنه انگیزی در زندان بود به عنوان رهبر انجمن خلافت انتخاب شد. وی مجدداً در سال‌های ۱۹۲۱ تا ۱۹۲۳ به دلیل حمایت از ماهاتما گاندی و کنگره ملی هند به زندان افتاد. طرفدارانش به او و برادرش لقب مولانا دادند. در مارس ۱۹۲۲ وی در زندان راجکوت بود.